# Feather Sound
Feather Sound es un lugar designado por el censo ubicado en el condado de Pinellas en el estado estadounidense de Florida. En el Censo de 2010 tenía una población de 3.420 habitantes y una densidad poblacional de 367 personas por km².

## Geografía
Feather Sound se encuentra ubicado en las coordenadas 27°54′37″N 82°41′16″O / 27.91028, -82.68778. Según la Oficina del Censo de los Estados Unidos, Feather Sound tiene una superficie total de 9.32 km², de la cual 7.8 km² corresponden a tierra firme y (16.31%) 1.52 km² es agua.

## Demografía
Según el censo de 2010, había 3.420 personas residiendo en Feather Sound. La densidad de población era de 367 hab./km². De los 3.420 habitantes, Feather Sound estaba compuesto por el 88.33% blancos, el 2.78% eran afroamericanos, el 0.26% eran amerindios, el 5.91% eran asiáticos, el 0% eran isleños del Pacífico, el 0.56% eran de otras razas y el 2.16% pertenecían a dos o más razas. Del total de la población el 5.73% eran hispanos o latinos de cualquier raza.